# تسلیم (فیلم ۲۰۱۰)
تسلیم (سوئدی: Underkastelsen) یک فیلم مستند سوئدی به کارگردانی استفان یارل است که در سال ۲۰۱۰ منتشر شد. راوی این فیلم استلان اسکاشگورد است و دربارهٔ معضلِ زیست‌محیطی مواد شیمیایی و تولیدات پلاستیکی بعد از جنگ جهانی دوم و تأثیر آن بر سلامت مردم است.